# Episodi di Suburræterna
La prima stagione della serie televisiva Suburræterna, composta da 8 episodi, è stata interamente pubblicata sul servizio di streaming on demand Netflix il 14 novembre 2023
| n° | Titolo             | Pubblicazione    |
| -- | ------------------ | ---------------- |
| 1  | Gabbie             | 14 novembre 2023 |
| 2  | Anabasi            | 14 novembre 2023 |
| 3  | Tintarella di luna | 14 novembre 2023 |
| 4  | Assedio            | 14 novembre 2023 |
| 5  | Sottoterra         | 14 novembre 2023 |
| 6  | Caciara            | 14 novembre 2023 |
| 7  | Coltelli           | 14 novembre 2023 |
| 8  | Brucia             | 14 novembre 2023 |

## Gabbie
- Diretto da: Ciro D'Emilio
- Scritto da: Ezio Abbate e Fabrizio Bettelli

### Trama
Berlino. Spadino, dopo aver abbandonato la sua famiglia, vive da un po' di tempo nella capitale tedesca dove fa il DJ in una discoteca. Una sera riceve una chiamata dal telefono della madre. 
Roma, qualche giorno prima. In città si stanno verificando forti scontri tra polizia e manifestanti i quali prendono d’assalto la basilica di San Giovanni in Laterano per cui si riuniscono urgentemente i cardinali con a capo Fiorenzo Nascari. Tra gli Anacleti spicca una nuova figura, Victor, il figlio di Manfredi. Angelica è sposata con Damiano Luciani e dalla loro unione sono nati da poco due figli maschi, Leone e Loreto. Giulia e Cesare Luciani, i fratelli di Damiano, si rivoltano contro Nadia per quanto riguarda la gestione dello spaccio e attaccano la vecchia palestra di Aureliano portando via soldi e droga. Intanto la famiglia Bonatesta festeggia l’ottenimento delle nuove licenze per le attività di famiglia. Ercole Bonatesta, consigliere comunale imparentato con i Luciani, ricorda a Giulia e Cesare Luciani di quando i loro genitori furono uccisi dagli Anacleti nel 1990 e propone di allearsi con tale Santenocito, cugino di Badali. Bonatesta ha una relazione segreta con la dottoressa Murtas, capo del gabinetto del sindaco; i due siedono nel consiglio del consorzio di Amedeo Cinaglia, ormai ritiratosi dalla politica e desideroso di mettere le mani sul grosso affare del nuovo stadio. Bonatesta però blocca la mozione di Cinaglia (per cui la proposta dello stadio ancora non verrà discussa in Campidoglio) e ne parla con Armando Tronto, rivale di Nascari in Vaticano. Adelaide Anacleti si spende per organizzare un incontro di pace tra i Luciani, Cinaglia e Badali. I Luciani però attaccano il ristorante dove stanno cenando Cinaglia e Badali che muore e, con l’aiuto di Damiano, entrano nella villa degli Anacleti facendo piazza pulita dei rivali; infine Angelica pugnala a morte l’ex suocera davanti agli occhi del figlio di Manfredi il quale chiama subito Spadino per avvisarlo. 
- Guest: Emmanuele Aita (Ferdinando Badali), Paola Sotgiu (Adelaide Anacleti).
- Altri interpreti: Massimiliano Cutrera (Vito Bonatesta nel 1990), Manuela Morabito (assessore Stefania Dominici), Mirko Faro (Moreno)

## Anabasi
- Diretto da: Ciro D'Emilio
- Scritto da: Andrea Nobile

### Trama
Cinaglia è sopravvissuto all’agguato e si allontana dal ristorante facendosi medicare da un dottore. Angelica va a stare a casa dei Luciani non sapendo di essere stata vista da Victor. Damiano e Angelica chiedono con forza a Bonatesta di entrare nell’affare dello stadio e si fanno presentare Dario Santenocito. Cinaglia, che deciso di lasciare per un po' i figli da Ottaviano, il padre di Alice, ha ben capito che dietro i Luciani deve esserci un alleato importante e il cardinale Nascari viene estromesso dalla Fondazione e arriva a minacciare Armando Tronto. Spadino, che ora si fa chiamare solamente Alberto, intanto torna a Roma per il funerale della madre ma fa capire di non volerla vendicare. L’ordinanza di sgombero delle ville degli Anacleti bloccata da anni viene resa esecutiva improvvisamente secondo un ordine del giorno presentato tra gli altri da Bonatesta, cosa che fa insospettire Cinaglia. L’ex politico si rivolge subito ad Alberto ma questo non gradisce la sua visita e lo allontana perché non vuole più essere coinvolto nei suoi affari. Alberto si scontra con il nipote Victor il quale vorrebbe vendicarsi subito e gli rinfaccia di non essere un vero Anacleti. La famiglia è costretta a lasciare la villa e trova sistemazione nelle roulotte. Alberto qui si confronta con Guerino, uno dei vecchi della famiglia, il quale cerca di convincerlo a rimanere.
- Altri interpreti: Francesco La Mantia (Dario Santenocito), Mattia Sbragia (Ottaviano De Santis), Mirko Faro (Moreno).

## Tintarella di luna
- Diretto da: Ciro D'Emilio
- Scritto da: Camilla Buizza

### Trama
Alberto promette ai familiari che riavranno tutto quello che hanno perso e che li aiuterà a fare giustizia. Incontra poi Cinaglia e il suo braccio destro Cerocchi per accordarsi sull’affare dello stadio. Ercole viene rimproverato dal nonno per essersi messo contro Cinaglia che ha sempre aiutato la loro famiglia riguardo alle licenze e gli intima di chiedergli scusa. Bonatesta però diserta una riunione di maggioranza organizzata da Miriana Murras: gli altri consiglieri non osano mettersi contro di lui perché temono che possa far cadere la maggioranza. Ercole consiglia a Miriana di mollare Cinaglia. Nel frattempo i Luciani trovano difficoltà a convincere le famiglie di Ostia, in particolare i Mollanone, e cercano l'appoggio di Nadia. Alberto le fa visita nella palestra di Aureliano chiedendole di aiutarlo a eliminare i Luciani ma lei rifiuta essendoci di mezzo la sua amica Angelica che lui aveva abbandonato. Cinaglia consegna alla Murras il dossier sulle licenze dei Bonatesta da dare al sindaco cosicché capisca cosa può succedere se diventerà pubblico auspicando un rimpasto per far fuori Bonatesta. Nascari cerca nuovi alleati in Vaticano ma i suoi tentativi vengono prontamente stoppati da Tronto. L'unica ombra di Tronto è la sorella Flaminia, una tossica che rubava sistematicamente nella chiesa di Trastevere di cui lui era parroco; denunciata dalla gendarmeria alla polizia di Stato, Flaminia scomparve improvvisamente e Tronto partì in missione. Angelica incontra Alberto tramite Nadia e gli consiglia di andarsene se vuole salvarsi. Poco dopo Alberto, aiutato da Moreno, ossia il braccio di destro di Nadia, e dai suoi uomini, attacca i Luciani mentre questi stanno dando fuoco allo stabilimento dei Mollanone e nell'agguato rimane ferita Giulia Luciani. Ercole si presenta a casa di Miriana la quale però gli comunica che il giorno seguente ci sarà un rimpasto per farlo fuori politicamente.
- Altri interpreti: Mattia Sbragia (Ottaviano De Santis), Sara Franchetti (suor Caterina), Mauro Leuce (caporale Hoffer), Nadia Rinaldi (Mollanone), Mirko Faro (Moreno).

## Assedio
- Diretto da: Ciro D'Emilio
- Scritto da: Marco Sani

### Trama
Nadia e Angelica propongono ai Luciani di ingrandire il giro di spaccio e di non toccare Alberto per il momento; le due amiche incontrano Santenocito e lo convincono a importare più droga con i loro metodi. Cinaglia e Cerocchi riforniscono Alberto di droga e si recano a Trastevere per studiare il modo per bloccare Tronto. Ercole Bonatesta organizza ad arte una protesta sotto gli uffici del sindaco per mettere pressione. Tronto intanto suggerisce la ratifica, come stabilito in precedenza da Nascari, del trasferimento del denaro della Fondazione all'interno del fondo Mater, e minaccia di morte il cardinale Tobias Kruger spingendolo così a firmare i documenti. Bonatesta cerca di portare dalla sua parte Miriana ma viene aggredito da Cinaglia dopo aver saputo che ha fatto spostare i soldi nel fondo d'investimento per lo stadio: ora basta che il Comune faccia il consorzio per finanziare l'opera. Poco dopo Bonatesta viene presentato alla stampa come nuovo commissario per i lavori di costruzione dello stadio e perciò il rimpasto architettato da Cinaglia è tramontato del tutto. Nadia se la prende con Giulia Luciani quando la sorprende rimuovere la gigantografia di Aureliano all'interno della palestra e Damiano la rimette in riga. A Trastevere intanto Alberto e Victor minacciano tale Orazio, un meccanico che ha delle informazioni sulla sorella di Tronto.
- Altri interpreti: Francesco La Mantia (Dario Santenocito)  Riccardo De Torrebruna (cardinale), Helmut Hagen (cardinale Tobias Kruger), Willy Stella (barista di Trastevere), Manuela Morabito (assessore Stefania Dominici), Fabio Rizzuto (Orazio, meccanico di Trastevere).

## Sottoterra
- Diretto da: Alessandro Tonda
- Scritto da: Ezio Abbate, Fabrizio Bettelli e Camilla Buizza

### Trama
Bonatesta si sente forte del risultato ottenuto e festeggia con Damiano Luciani mentre nella maggioranza la sua spina nel fianco sembra essere Stefania Dominici, assessore con delega alla sicurezza. Nadia propone ai Mollanone di allearsi contro i Luciani ma Angelica le chiede di non farlo per non fare la fine di Aureliano. I Luciani intanto sfrattano con la forza gli inquilini abusivi di uno stabile cavalcando la protesta che va avanti ormai da diversi giorni in tutta la città. I vigili però fanno rientrare le persone nelle loro case e quindi Bonatesta, con l'aiuto della Dominici, fa pressione sul comandante dei vigili e lo sgombero degli abusivi viene confermato. Alberto e Amedeo invece avvicinano tale Erminio, il vecchio fidanzato di Flaminia che era diventato sacrestano grazie a Armando Tronto, il quale dietro minaccia racconta loro che la ragazza era morta nella chiesa scivolando dopo essere stata sorpresa dal fratello. Erminio li accompagna nei sotterranei, dove è stato nascosto in gran segreto il corpo di Flaminia, e li chiude dentro per poi avvertire Tronto. I due vengono liberati da Victor, dopo che questo aveva sentito le urla dello zio, e si portano via la bara contenente i resti di Flaminia così da poter ricattare Tronto. I Mollanone riportano ai Luciani le intenzioni di Nadia e chiedono una percentuale maggiore; Angelica intuisce che l'amica è in pericolo. Una sera Nadia sta per scontrarsi con i Luciani quando viene sequestrata da due uomini mandati da Angelica e viene portata lontana da Ostia.
- Altri interpreti: Mattia Sbragia (Ottaviano De Santis), Simone Montedoro (Erminio), Sandro Calabrese (comandante dei vigili), Carolina De Nicolò (Flaminia Tronto), Nadia Rinaldi (Mollanone), Manuela Morabito (assessore Stefania Dominici).

## Caciara
- Diretto da: Alessandro Tonda
- Scritto da: Andrea Nobile e Giulia Forgione

### Trama
Cinaglia e Alberto incontrano Tronto e, avendo scoperto che ha ucciso la sorella nella chiesa, lo ricattano intimandogli di lasciare la presidenza della Fondazione e di rinominare Nascari al suo posto. Nadia stringe un’alleanza con Alberto per eliminare Damiano e rivede Angelica facendole credere di voler restare a Ostia sotto i Luciani. Bonatesta festeggia i suoi successi con i sostenitori della sua lista Liberali Uniti ma si scontra nuovamente con suo nonno che non apprezza i suoi progressi; Alberto e Amedeo gli rovinano la festa mettendolo in guardia. Tronto chiede aiuto a Bonatesta per recuperare la bara. Miriana chiede ad Ercole di appoggiare la sua candidatura a sindaco. Amedeo si confida con Alberto raccontandogli di aver ucciso la moglie. Seguendo alcuni membri della famiglia Anacleti, Felipe, il braccio destro di Tronto, scopre dove è tenuta nascosta la bara e avvisa subito il prelato. Nadia intanto stringe un accordo con Damiano il quale le fa chiamare Alberto con l’intento di attirarlo alla loro pescheria. Alberto e i suoi uomini giungono sul posto e vengono attaccati; durante la fuga Victor spara a Nadia che muore poco dopo davanti ad Angelica. Damiano però dice alla moglie che a sparare è stato Alberto. Negli stessi istanti Cesare Luciani e i suoi uomini neutralizzano gli Anacleti che erano rimasti a sorvegliare la bara che quindi viene sottratta ad Amedeo e Alberto. Cinaglia intanto scopre dal portinaio che suo suocero ha lasciato la casa di Roma insieme ai bambini senza essere avvertito.
- Altri interpreti: Mario De Candia (portinaio).

## Coltelli
- Diretto da: Alessandro Tonda
- Scritto da: Ezio Abbate, Fabrizio Bettelli e Marco Sani

### Trama
Amedeo rimprovera Alberto per aver perso la bara. Nascari decide di mollare Cinaglia per gli scarsi risultati ottenuti e durante la riunione del consiglio propone di chiudere le fondazioni scontrandosi ancora con Tronto. Cinaglia, tramite la Murtas, scova Bonatesta il quale gli propone un’alleanza per lo stadio: Amedeo vuole che tutto venga messo per iscritto davanti a un notaio e spiega tutto anche ad Alberto. I Luciani si vendicano attaccando di sera il campo degli Anacleti: Angelica si trova a tu per tu con Alberto il quale le spiega che Damiano la sta manipolando. Amedeo va a riprendere i figli a casa del suocero a Spoleto. Cerocchi inscena un agguato e si ferisce volontariamente a un braccio.
- Altri interpreti: Mattia Sbragia (Ottaviano De Santis), Edoardo Sala (cardinale Mancuso), Branislav Tesanovic (uomo di Cerocchi).

## Brucia
- Diretto da: Alessandro Tonda
- Scritto da: Ezio Abbate, Fabrizio Bettelli

### Trama
Al nonno di Ercole torna in mente la sera dell’agguato degli Anacleti nel 1990 quando venne risparmiato da Guerino. Vito Bonatesta cerca di ricucire con Cinaglia offrendogli la testa del nipote ma viene liquidato frettolosamente. Ercole mette pressione ai Luciani dopo aver saputo che l’agguato al campo degli Anacleti non è andato a buon fine. Cerocchi, ferito a un braccio, si presenta nel campo degli Anacleti dicendo ad Alberto che gli agguati sono opera di Bonatesta e Cinaglia spiazzando il ragazzo il quale non sa che si è ferito da solo di proposito per farlo mettere contro l’ex politico. Ercole sta facendo vedere la sua nuova casa a Damiano quando viene sequestrato dagli uomini di suo nonno che vogliono ucciderlo. Damiano però riesce a fermare l’auto in un bosco, uccide i sequestratori e libera Ercole. Nascari intanto è stato fatto dimettere e mette in guardia Tronto dicendogli che comunque sia dovrà stare attento anche se si è “comprato” gli altri cardinali. Alberto si presenta a casa di Cinaglia neutralizzando la sua scorta davanti ai suoi figli ma l’ex politico gli fa capire che Cerocchi si è venduto a Bonatesta con l’obiettivo di metterli l’uno contro l’altro. Angelica chiede a Damiano perché le ha detto che Nadia è morta per mano di Alberto e lui le spiega che il suo intento era  farglielo dimenticare. In quell’istante Cerocchi attacca casa dei Luciani con i suoi uomini e nello scontro Cesare viene colpito. Bonatesta e Tronto intanto firmano tutte le carte davanti al notaio. Alberto decide di non tornare a Berlino per far sì che la famiglia si riprenda tutto e accoglie Mesut al campo. Ercole, dopo essersi “bevuto” gli Anacleti, Cinaglia e i Luciani grazie all’alleanza stretta con Cerocchi, uccide il nonno nel suo negozietto.
- Altri interpreti: Massimiliano Cutrera (Vito Bonatesta nel 1990).